# لوسيان سايمور
لوسيان سايمور (بالهولندية: Lucien Seymour)‏ (1 يوليو 1983 بهولندا في مملكة هولندا - ) هو لاعب كرة قدم هولندي في مركز الهجوم. لعب مع في في في فينلو ونادي إكسلسيور ونادي روسيندال ‏ وDayton Dutch Lions ‏ وRVVH ‏.

## وصلات خارجية
- لوسيان سايمور على موقع قاعدة بيانات كرة القدم.إي يو (الإنجليزية)